# Festuca schlickumii
Festuca schlickumii là một loài thực vật có hoa trong họ Hòa thảo. Loài này được Grantzow mô tả khoa học đầu tiên năm 1880.